# 谷藤薫児
谷藤 薫児（たにふじ かおる、1957年6月17日 - 没年月日不明）は、日本の男性アニメーション特殊効果スタッフ。

## 生涯
東京都出身。東京デザイナー学院を経てアニメ業界入り。主にマッドハウス、スタジオジブリ作品を中心に活躍した。

## 参加作品
- 1980年『無敵ロボ トライダーG7』
- 1980年『宇宙戦士バルディオス』
- 1981年『百獣王ゴライオン』
- 1982年『機甲艦隊ダイラガーXV』
- 1983年『幻魔大戦』
- 1983年『光速電神アルベガス』
- 1983年『ベムベムハンターこてんぐテン丸』
- 1983年『銀河疾風サスライガー』
- 1984年『SF新世紀レンズマン』
- 1985年『カムイの剣』
- 1985年『吸血鬼ハンターD』
- 1986年『火の鳥 鳳凰編』
- 1986年『時空の旅人』
- 1986年『迷宮物語』
- 1986年『はだしのゲン2』
- 1987年『王立宇宙軍 オネアミスの翼』
- 1987年『妖獣都市』
- 1987年『超獣機神ダンクーガ GOD BLESS DANCOUGA』
- 1987年『JUNK BOY』
- 1987年『ゴキブリたちの黄昏』
- 1987年『X電車で行こう』
- 1987年『火の鳥 宇宙編』
- 1987年『魔境外伝レディウス』
- 1988年『となりのトトロ』
- 1988年『銀河英雄伝説 わが征くは星の大海』
- 1988年『鉄拳チンミ』
- 1988年『火垂るの墓』
- 1988年『魔界都市〈新宿〉』
- 1988年『悪魔の花嫁 蘭の組曲』
- 1988年『妖精王』
- 1988年『恐怖のバイオ人間 最終教師』
- 1988年『風を抜け!』
- 1989年『銀河英雄伝説』
- 1989年『ジャングル大帝』
- 1989年『魔女の宅急便』
- 1989年『うる星やつら ヤギさんとチーズ』
- 1989年『MIDNIGHT EYE ゴクウ』
- 1989年『YAWARA!』
- 1989年『ドラゴンクエスト』
- 1989年『敵は海賊〜猫たちの饗宴〜』
- 1990年『ドラゴンボールZ』
- 1990年『魔法のエンジェルスイートミント』
- 1990年『魔物ハンター妖子』
- 1990年『電脳都市OEDO808』
- 1990年『ロードス島戦記』
- 1990年『NINETEEN 19』
- 1990年『風の名はアムネジア』
- 1991年『うる星やつら 霊魂とデート』
- 1991年『おにいさまへ…』
- 1991年『超人ロック 新世界戦隊』
- 1991年『おもひでぽろぽろ』
- 1991年『うる星やつら いつだってマイ・ダーリン』
- 1992年『紅の豚』
- 1992年『絶愛-1989-』
- 1992年『マグマ大使』
- 1992年『風の中の少女 金髪のジェニー』
- 1992年『ダウンロード 南無阿弥陀仏は愛の詩』
- 1993年『海がきこえる』
- 1993年『獣兵衛忍風帖』
- 1993年『銃夢』
- 1993年『X2 ダブルエックス』
- 1993年『ブラック・ジャック』
- 1993年『映画 ぼのぼの』
- 1993年『人魚の傷』
- 1994年『平成狸合戦ぽんぽこ』
- 1994年『なつきクライシス』
- 1994年『D・N・A² 〜何処かで失くしたあいつのアイツ〜』
- 1994年『THE COCKPIT 成層圏気流』
- 1994年『幽幻怪社』
- 1994年『FINAL FANTASY』
- 1994年『CLAMP IN WONDERLAND』
- 1995年『行け!稲中卓球部』
- 1995年『耳をすませば』
- 1995年『On Your Mark』
- 1995年『アンネの日記』
- 1995年『バイオ・ハンター』
- 1995年『MEMORIES 最臭兵器』
- 1996年『X -エックス-』
- 1996年『鉄腕バーディー』
- 1996年『エルフを狩るモノたち』
- 1997年『もののけ姫』
- 1997年『さくらももこ劇場 コジコジ 』
- 1998年『TRIGUN』
- 1999年『ホーホケキョ となりの山田くん』
- 2000年『バンパイアハンターD』